# Fethi Demircan
Fethi Demircan (* 20. Juni 1938 in Elazığ) ist ein ehemaliger türkischer Fußballtrainer.

## Werdegang
Demircan diente nach seiner Schulausbildung in den türkischen Streitkräften, für die er in Korea und auf Zypern im Auslandseinsatz war. Seine erste Trainerstation war Elazığspor in seiner Heimatstadt. Mitte der 1970er Jahre hospitierte er in England unter anderem beim FC Arsenal und West Ham United in der Jugendarbeit und im Scouting. 1974 holte ihn Galatasaray Istanbul als Trainerassistent von Jack Mansell in die 1. Lig, um die Ansagen des Briten ins Türkische zu übersetzen. Nach der Saison wurde Mansell entlassen und Demircan kurzzeitig zum Nachfolger befördert, ehe mit Don Howe ein neuer Trainer verpflichtet wurde. Dieser konnte sich jedoch ebenfalls nicht langfristig halten, im Verlauf der Spielzeit 1975/76 kehrte Demircan erneut auf den Cheftrainersessel zurück. Zwar reichte es in der Meisterschaft nur zum dritten Tabellenplatz, im Pokalwettbewerb 1975/76 holte er mit der Mannschaft im Endspiel gegen Trabzonspor im Elfmeterschießen den Titel. Dennoch setzte der Klub mit Malcolm Allison erneut auf einen englischen Übungsleiter, dem Demircan als Assistent und Übersetzer zur Seite stand. Nach dessen einjähriger Amtszeit wurde erneut Demircan befördert, in der Spielzeit 1977/78 reichte es erneut zum dritten Platz. Anschließend holte der Klub Ex-Spieler Coşkun Özarı, der bereits zu Beginn des Jahrzehnts Galatasaray betreut hatte, als Cheftrainer zurück.
Demircan übernahm im Sommer 1978 das Traineramt bei Boluspor, wo er im Abstiegskampf befindlich im April 1979 gehen musste. Es folgten Engagements bei den Zweitligisten Düzcespor und Kocaelispor, wo er 1980 als Zweitligameister den Aufstieg schaffte. Anschließend war er kurzzeitig beim Erstligisten Bursaspor tätig. Im Herbst 1980 wurde er zunächst parallel Assistent von Özkan Sümer bei der türkischen Nationalmannschaft. Nachdem diese jedoch in zwei Spielen unter Sümer gegen die Tschechoslowakei und Wales ohne Punktgewinn und eigenes Tor geblieben war, wurde Demircan im Frühling zum Nachfolger beordert. In vier Länderspielen blieb er aber ebenso erfolglos mit vier Niederlagen und 0:12 Toren, auch hier beerbte ihn Coşkun Özarı.
Dermican kehrte zu Kocaelispor zurück, blieb aber ohne Erfolg und musste bald wieder gehen. Mit Samsunspor stieg er 1985 in die erste Liga auf, konnte sich aber dort ebenso wenig längerfristig halten wie bei den folgenden Engagements bei Eskişehirspor, Çaykur Rizespor, Denizlispor, Malatyaspor, Sakaryaspor, erneut Düzcespor, Erzurumspor, Soma Linyitspor, Maltepespor, Ispartaspor und Ayazağaspor, wo er selten länger als ein Jahr tätig war. 

## Erfolg
Galatasaray Istanbul
- Türkischer Fußballpokal: 1976